# Haliplus apostolicus
Haliplus apostolicus är en skalbaggsart som beskrevs av Wallis 1933. Haliplus apostolicus ingår i släktet Haliplus och familjen vattentrampare. Inga underarter finns listade i Catalogue of Life.